# 아라한향
아라한향(阿羅漢向, 산스크리트어: arhat-pratipannaka, arhattva-pratipannaka, arhattve pratipannakaḥ, 팔리어: arahatta-paṭipannaka, 영어: enterer into the stage of arhat), 향아라한(向阿羅漢), 무학향(無學向) 또는 아라한향보특가라(阿羅漢向補特伽羅)는 불교의 성자들 중의 한 부류로서, 4향4과에 속한, 상계(색계와 무색계)의 수혹 중 색계 초선의 수혹 9품 중 제1품 내지 유정지(무색계의 비상비비상처)의 수혹 9품 중 제8품을 끊은 성자를 말한다. 한편, 유정지의 제9품을 끊은 성자, 즉, 3계의 모든 번뇌를 끊은 성자를 아라한과 또는 아라한이라 한다.
여기서, 상계 수혹 9품은 욕계와 무색계의 수혹, 즉, 98수면 또는 128번뇌 중 색계와 무색계에 속한 수소단의 탐 · 만 · 무명 등을 그 강약 또는 추세(麁細, 거침과 미세함)에 따라, 상품 · 중품 · 하품의 3품으로 나누고 다시 그 각각을 상중하의 3품으로 나누어, 총 9가지로 나눈 것으로 ① 상상품(上上品) ② 상중품(上中品) ③ 상하품(上下品) ④ 중상품(中上品) ⑤ 중중품(中中品) ⑥ 중하품(中下品) ⑦ 하상품(下上品) ⑧ 하중품(下中品) ⑨ 하하품(下下品)을 말한다. 즉, 색계의 수혹 9품과 무색계의 수혹 9품을 합한 것을 상계 수혹 9품이라 한다.
|          | 수혹                | 욕계                                      | 색계                                 | 무색계                               |        |
| -------- | ------------------- | ----------------------------------------- | ------------------------------------ | ------------------------------------ | ------ |
| 부파불교 | 98수면 중 수혹      | 탐 · 진 · 만 · 무명 (4)                   | 탐 · 만 · 무명 (3)                   | 탐 · 만 · 무명 (3)                   | 10가지 |
| 대승불교 | 128근본번뇌 중 수혹 | 탐 · 진 · 만 · 무명 · 유신견 · 변집견 (6) | 탐 · 만 · 무명 · 유신견 · 변집견 (5) | 탐 · 만 · 무명 · 유신견 · 변집견 (5) | 16가지 |

보다 엄밀히는, 상계 수혹 9품이란 3계를 9지로 나눌 때, 색계에 속한 이생희락지(離生喜樂地, 초선) · 정생희락지(定生喜樂地, 제2선) · 이희묘락지(離喜妙樂地, 제3선) · 사념청정지(捨念淸淨地, 제4선)의 4지와 무색계에 속한 공무변처지(空無邊處地) · 식무변처지(識無邊處地) · 무소유처지(無所有處地) · 비상비비상처지(非想非非想處地, 유정지)의 4지, 즉, 색계와 무색계에 속한 총 8지 각각의 수혹 9품, 즉, 총 72품의 번뇌들을 말한다. 
따라서, 아라한향은 상계의 72품의 수혹들 중 마지막 제72품을 제외한 71품의 수혹들의 일부 혹은 전부를 끊은 성자이다. 
| 4향4과   | 단멸한 번뇌                                                    | 단멸에 소요되는 생                     | 별도 명칭                                  |
| 예류향   | 견혹                                                           | 알 수 없음, 견혹은 단박(16심)에 끊어짐 |                                            |
| 예류과   | 견혹                                                           | 알 수 없음, 견혹은 단박(16심)에 끊어짐 |                                            |
| 일래향   | 욕계 수혹 ① 상상품(上上品)                                     | 최대 2생                               |                                            |
| 일래향   | 욕계 수혹 ② 상중품(上中品)                                     | 최대 1생                               |                                            |
| 일래향   | 욕계 수혹 ③ 상하품(上下品)                                     | 최대 1생                               | 가가 · 3생가가                             |
| 일래향   | 욕계 수혹 ④ 중상품(中上品)                                     | 최대 1생                               | 가가 · 2생가가                             |
| 일래향   | 욕계 수혹 ⑤ 중중품(中中品)                                     | 최대 1생                               |                                            |
| 일래과   | 욕계 수혹 ⑥ 중하품(中下品)                                     | 최대 1생                               |                                            |
| 불환향   | 욕계 수혹 ⑦ 하상품(下上品)                                     | 최대 1생                               | 일간                                       |
| 불환향   | 욕계 수혹 ⑧ 하중품(下中品)                                     | 최대 1생                               | 일간                                       |
| 불환과   | 욕계 수혹 ⑨ 하하품(下下品)                                     | 최대 1생                               | 중반 생반 유행반 무행반 상류반 행무색 현반 |
| 아라한향 | 색계 초선 수혹 9품                                             | 최대 1생                               |                                            |
| 아라한향 | 색계 제2선 수혹 9품                                            | 최대 1생                               |                                            |
| 아라한향 | 색계 제3선 수혹 9품                                            | 최대 1생                               |                                            |
| 아라한향 | 색계 제4선 수혹 9품                                            | 최대 1생                               |                                            |
| 아라한향 | 무색계 공무변처지 수혹 9품                                     | 최대 1생                               |                                            |
| 아라한향 | 무색계 식무변처지 수혹 9품                                     | 최대 1생                               |                                            |
| 아라한향 | 무색계 무소유처지 수혹 9품                                     | 최대 1생                               |                                            |
| 아라한향 | 무색계 비상비비상처지 수혹 8품                                 | 최대 1생                               |                                            |
| 아라한과 | 무색계 비상비비상처지 수혹 제9품                               | 최대 1생                               | 금강유정                                   |
| 합계     | 욕계 수혹 9품 색계 수혹 36품 무색계 수혹 36품 3계 수혹 총 81품 | 견도 후 열반까지 최대 7생              |                                            |

| 성문4과           | 10결의 조복과 단멸 (팔리어 대장경에 따른) | 10결의 조복과 단멸 (팔리어 대장경에 따른)          | 10결의 조복과 단멸 (팔리어 대장경에 따른) | 윤회                       |
| 예류과 (수다원)   | 5하분결                                   | 1. 유신견결 2. 의결 3. 계금취견결                  | 단멸                                      | 인간도와 천상도에 최대 7생 |
| 일래과 (사다함)   | 5하분결                                   | 4. 욕탐결 5. 진에결 (10. 무명결)                   | 조복                                      | 인간도에 최대 1생          |
| 불환과 (아나함)   | 5하분결                                   | 4. 욕탐결 5. 진에결 (10. 무명결)                   | 단멸                                      | 청정한 곳에 최대 1생       |
| 아라한과 (아라한) | 5상분결                                   | 6. 색탐결 7. 무색탐결 8. 만결 9. 도거결 10. 무명결 | 단멸                                      | 윤회하지 않음              |

달리 말하면, 아라한향은 5상분결의 일부 혹은 거의 모두를 끊은 성자이다.
아라한향(阿羅漢向)은 다음의 분류 또는 체계에 속한다.
- ① 예류향 ② 예류과 ③ 일래향 ④ 일래과 ⑤ 불환향 ⑥ 불환과 ⑦ 아라한향 ⑧ 아라한과의 4향4과(四向四果) 중의 하나이다.
- 《중아함경》《대승의장》 등에 따른 ① 수신행 ② 수법행 ③ 신해 ④ 견지 ⑤ 신증 ⑥ 가가 ⑦ 일간 ⑧ 예류향 ⑨ 예류과 ⑩ 일래향 ⑪ 일래과⑫ 불환향 ⑬ 불환과 ⑭ 중반 ⑮ 생반 ⑯ 유행반 ⑰ 무행반 ⑱ 상류반의 18유학(十八有學)에 속하지 않는다.
- 《아비달마구사론》《아비달마순정리론》《대지도론》 등에 따른 ① 예류향 ② 예류과 ③ 일래향 ④ 일래과 ⑤ 불환향 ⑥ 불환과 ⑦ 아라한향 ⑧ 수신행 ⑨ 수법행 ⑩ 신해 ⑪ 견지 ⑫ 가가] ⑬ 일간 ⑭ 중반 ⑮ 생반 ⑯ 유행반 ⑰ 무행반 ⑱ 상류반의 18유학(十八有學) 중의 하나이다.
- 18유학(十八有學)과 9무학(九無學)을 통칭하는 27현성(二十七賢聖) 중의 하나일 수도 있고 아닐 수도 있다.

## 같이 보기
- 성자 (불교)
- 7성(七聖)
- 4향4과(四向四果)
- 18유학(十八有學)
- 6종아라한(六種阿羅漢)
- 7종아라한(七種阿羅漢)
- 혜해탈(慧解脫)
- 심해탈(心解脫)
- 구해탈(俱解脫)
- 9무학(九無學)